# 魯賓藝術博物館
鲁宾艺术博物馆（Rubin Museum of Art），也叫鲁宾博物馆（Rubin Museum），是美国纽约市曼哈顿的一个艺术博物馆，展览西藏及周边地区的艺术品。

## 历史
博物馆最早的藏品来自雪莉和唐纳德·鲁宾基金会（Shelley and Donald Rubin Foundation），该基金会自1974年以来开始收藏艺术品，1998年买下巴尼斯纽约的一座大楼，改建为博物馆，2004年10月2日对外开放。